# Smolné Pece
Smolné Pece là một làng thuộc huyện Karlovy Vary, vùng Karlovarský, Cộng hòa Séc.